# Zersägte Jungfrau
Die zersägte Jungfrau ist eine klassische, von Zauberkünstlern vorgeführte Großillusion.

## Illusion
Typischerweise steigt eine Frau in eine Kiste, und die Kiste (und damit auch die Frau) wird scheinbar in zwei Stücke zersägt. Die Kiste wird wieder zusammengesetzt, die Frau steigt unversehrt heraus. Es gibt die zersägte Jungfrau in vielen Versionen, mit Motorsägen, Kreissägen und auch ohne Kiste. Manchmal werden diese Zaubertricks auch mit freiwilligen Personen aus dem Publikum durchgeführt.

## Geschichte
Diese Illusion wurde von P. T. Selbit (Percy Thomas Tibbles) Anfang 1921 zum ersten Mal vorgeführt. Die unpräparierte Holzkiste stand auf Holzblöcken. Noch heute gilt die zersägte Jungfrau in dieser Version als eine der täuschendsten Illusionen.
Percy Tibbles wurde der breiteren Öffentlichkeit nicht bekannt, da Horace Goldin im Juli 1921 in Amerika mit großem Reklameaufwand „The Great Divide“ herausbrachte. Er benutzte eine gänzlich andere Methode als Selbit. Goldin hatte lediglich Berichte über die Vorführung des englischen Kollegen gelesen. Das Geheimnis, das hinter Selbits Täuschung steckte, interessierte ihn nicht. Sein Motto war „Man gebe mir einen Effekt – und ich werde eine Methode finden, ihn zu produzieren“. Goldin ließ seine Illusion patentrechtlich schützen, so dass Selbit die von ihm erfundene Illusion in Amerika nicht mehr vorführen durfte. Bereits ein Jahr später wurde diese Illusion jedoch von mehr als hundert Illusionisten weltweit gezeigt.
Als die R. J. Reynolds Tobacco Company in Werbeanzeigen für Camel-Zigaretten Goldins Trick erklärte, versuchte Goldin fünf Jahre lang, gerichtlich dagegen vorzugehen, blieb aber erfolglos.
Nachdem das Geheimnis der in der Kiste zersägten Jungfrau entschleiert war, ließ sich Goldin eine Verbesserung einfallen, die im Juli 1931 das Londoner Publikum schockierte: Er zersägte eine frei auf einem Brett liegende Dame mit einer rotierenden Kreissäge.
Aber auch hier hatte Goldin der Idee eines anderen eine aufsehenerregendere Form gegeben. Im Jahr zuvor gewährte Fred Milano Goldin in Berlin Einsicht in seine Patentschrift zur Zerteilung einer jederzeit zur Gänze sichtbaren Person.
Sehr spektakulär kann diese Illusion vorgeführt werden, wenn Zuschauer zum Mitsägen eingeladen werden, und neben den Körper des „Opfers“ gelegte Holzblöcke ebenfalls zerteilt werden.

## Vorgehensweise

Variante 1

Es gibt verschiedene Möglichkeiten, die Illusion der zersägten Jungfrau durchzuführen.

### Kiste

Variante 2

Variante 3

Bei der nebenstehend gezeigten Variante 1 sieht das Publikum ausschließlich die Stirnseite der Box (Bild A) und geht davon aus, dass die Person gemäß der Abbildung durchgesägt werden muss (Bild B). Die Box ist jedoch breiter als vermutet, so dass die Frau im Inneren der Kiste ihre Beine anziehen kann, während die Box zersägt wird (Bild C). Für die Füße wird eine Attrappe verwendet.
Eine andere Möglichkeit besteht darin, eine Schräge (in der Beinhälfte) nach unten durchhängen zu lassen (auch hier verwendet man Schuhattrappen). Dann wird eine Metallplatte für die Zuschauer unsichtbar in der Mitte der Kiste von hinten eingeschoben, sodass die Frau unter keinen Umständen verletzt werden kann. Diese Variante wird vor allem bei freiwilligen Zuschauern verwendet. Damit das Ganze nicht auffällt, muss der Hintergrund selbstverständlich verdunkelt sein und die Schräge die Farbe schwarz haben.

### Kreissäge mit Sägetisch
Hierzu wird eine Kreissäge mit pendelartigem Aufsatz für das Sägeblatt und großflächigem Sägetisch benötigt. Zuerst demonstriert der Zauberer durch das Zersägen von Holz den ordnungsgemäßen Zustand der Säge. Anschließend wird eine Frau, welche ein langes Kleid trägt, zur Säge geholt und manchmal auch vom Zauberer in „Trance“ versetzt. Danach legt sich die Frau auf den Sägetisch, der Assistent des Zauberers fixiert sie mit Metallschnallen an beiden Handgelenken und beiden Fußknöcheln (wobei die Arme in Kopfrichtung zeigen und die Beine leicht seitlich auseinander gespreizt sind). Danach wird die Säge wieder gestartet und durch die Bauchgegend der Frau geführt. Schließlich wird die Säge wieder ausgeschaltet, die Frau vom Tisch befreit und unverletzt dem Publikum vorgeführt.
Der Trick besteht darin, dass die Frau unter ihrem Kleid eine spezielle Kunststoffkonstruktion trägt, die ihren Bauch vortäuschen soll. Während sie an den Tisch geschnallt wird, sinkt, dem Publikum verborgen, ein Teil der Tischplatte nach unten, wodurch auch ihr Bauch nach unten gleitet. Die Kunststoffkonstruktion sorgt jedoch dafür, dass das Kleid der Frau nicht zusammensinkt. Der Zuschauer hat den Eindruck, sie liege immer noch waagrecht auf dem Tisch. Sicherheitshalber wird zwischen die Kunststoffkonstruktion und ihren Bauch noch eine stabile Stahlplatte geschoben, die ihren Körper vor der Säge schützt. Wird nun die Säge gestartet, so schneidet sie nur durch eine im Kunststoffbauch eingelassene Kerbe, ohne die Frau zu berühren. Des Weiteren können auf Grund der X-förmigen Fesselung ihre Extremitäten auch nicht mit der Säge in Kontakt kommen. Damit die Illusion nicht auffliegt, sollte die Mulde wieder verschlossen werden, bevor die Frau von den Fesseln befreit wird.